# Сафониха (Сямженский район)
Сафониха — деревня в Сямженском районе Вологодской области.
Входит в состав Устьрецкого сельского поселения, с точки зрения административно-территориального деления — в Устьрецкий сельсовет.
Расстояние по автодороге до районного центра Сямжи — 29 км, до центра муниципального образования Усть-Реки — 8 км. Ближайшие населённые пункты — Пулиха, Федосиха, Бурдуково.
По данным переписи в 2002 году постоянного населения не было.